# Intervento edilizio
Un intervento edilizio, secondo la legislazione italiana, indica una qualunque opera che modifichi un edificio esistente o che porti alla realizzazione di una nuova costruzione.
Il riferimento normativo per l'intervento si trova all'art. 3 del D.P.R. n.380/2001 (conosciuto come Testo unico dell'edilizia). L'articolo classifica questi interventi. Per ciascun tipo di intervento, nei successivi articoli  è indicato il titolo abilitativo necessario per eseguirlo (ciascuna Regione ha però la facoltà di decidere quali strumenti richiedere per ogni intervento).

## Intervento di manutenzione ordinaria
Sono interventi di manutenzione ordinaria quelli rivolti al mantenimento in efficienza di un impianto, per esempio:
- il rifacimento dell'impianto elettrico vecchio facendone uno a norma,
- il rifacimento dei sanitari di un bagno,
- la sostituzione di un discendente di scarico acque),
- aggiunta d'una lampada a muro,
- aggiunta di un lavabo nel bagno,
- mantenimento dell'igiene e della pulizia dei locali
- tinteggiatura d'una parete,
- sostituzione dell'intonaco,
- sostituzione delle piastrelle del bagno).

Nella manutenzione ordinaria rientrano anche le opere per la sostituzione degli infissi (porte e finestre, oppure l'installazione della porta blindata e la realizzazione di vani di passaggio o gli spostamenti di porte, purché venga mantenuto l'impianto della casa. Queste opere sono ammesse spesso non in modo esplicito, perché al limite della confusione con la manutenzione straordinaria. Tuttavia, alcune sentenze giudiziarie le equiparano alla manutenzione ordinaria e alcuni regolamenti edilizi comunali le citano come tali.
Gli interventi di manutenzione ordinaria non sono soggetti ad autorizzazione: non necessitano di autorizzazione edilizia.
Se l'edificio è vincolato dalla sovrintendenza ai beni architettonici (in base al d.lgs. n. 42/2004) potrebbe essere richiesta la sua autorizzazione (p.e. in un edificio storico con un affresco alle pareti non possiamo ripitturare le pareti o farvi passare impianti, perché sarebbe una violazione dell'integrità dei beni culturali, anche se l'edificio è privato). Questa affermazione vale per ogni intervento edilizio.
L'art. 3, comma 1, lett. a) del D.P.R. n. 380/2001 definisce interventi di manutenzione ordinaria "gli interventi edilizi che riguardano le opere di riparazione, rinnovamento e sostituzione delle finiture degli edifici e quelle necessarie ad integrare o mantenere in efficienza gli impianti tecnologici esistenti".

## Intervento di manutenzione straordinaria
Sono interventi di manutenzione straordinaria le opere necessarie per mantenere in buono stato l'intero edificio, ossia sono quelle che servono a sostituire o modificare parti anche strutturali dell'edificio o quelle necessarie a realizzare nuovi impianti, diversi da quelli esistenti.
Rientrano nella manutenzione straordinaria le opere di consolidamento statico (p.e. se un edificio sta crollando a causa di un elemento strutturale logorato o sottodimensionato bisogna sostituirlo o rinforzarlo, oppure sono opere di consolidamento statico anche le catene utilizzate per migliorare la resistenza dell'edificio al terremoto), il rifacimento integrale dei servizi igienici e degli impianti relativi (non è specificato, in realtà, se il rifacimento integrale di un bagno rientri in questa categoria o nella precedente) e la modifica integrale dell'impianto idrico, dell'impianto elettrico, dell'impianto sanitario.
Non sono interventi di manutenzione straordinaria quelli che alterano la sagoma, la forma, il volume o la superficie complessiva dell'edificio e la relativa destinazione d'uso (p.e. la realizzazione di una veranda per coprire un terrazzo modifica la sagoma, la forma, il volume e cambia la destinazione d'uso del terrazzo da non abitativo ad abitativo e, pertanto è ristrutturazione edilizia. La redistribuzione della casa mediante la demolizione di tramezzi e la modifica delle stanze non altera né la sagoma, né la forma, né il volume e neppure la destinazione d'uso, ed è, quindi, manutenzione straordinaria).
Gli interventi di manutenzione straordinaria devono essere segnalati all'Ufficio Tecnico comunale presentando una Denuncia di inizio attività firmata dal proprietario o da un avente diritto e asseverata da un tecnico abilitato. Con l'introduzione di nuovi provvedimenti a livello regionale e la modifica dell'articolo 6 del D.P.R. 380/2001 da parte del Decreto Legge 25 marzo 2010, n. 40, nelle regioni italiane o nei comuni ove non sia in vigore una legislazione più restrittiva, è possibile effettuare categorie minori di interventi di manutenzione straordinaria senza presentare la DIA. Fra queste, lo spostamento di tramezzi e la sostituzione di infissi esterni.
La divisione di un appartamento in due unità immobiliari non è manutenzione straordinaria, perché questa presuppone un aumento del carico urbanistico con previsione di nuovi allacci alla rete di adduzione idrica, di scarico fognario, elettrica, telefonica e gas di città, oltre che di un nuovo posto auto.
Ciò comporta un aggravio di spese da parte del Comune per l'adeguamento delle nuove opere di urbanizzazione e pertanto tale attività è espletabile solo previo rilascio del permesso di costruire.
L'art. 3, comma 1, lett. b) del D.P.R. n. 380/2001 definisce interventi di manutenzione straordinaria "le opere e le modifiche necessarie per rinnovare e sostituire parti anche strutturali degli edifici, nonché per realizzare ed integrare i servizi igienico-sanitari e tecnologici, sempre che non alterino i volumi e le superfici delle singole unità immobiliari e non comportino modifiche delle destinazioni di uso".

## Intervento di restauro e risanamento conservativo
Con questo intervento si entra nel campo del restauro, che nel mondo dell'architettura è un tema controverso su cui si dibatte da secoli. Il restauro è qui inteso dalla legge come un complesso di operazioni (come definito dal d.lgs. n. 42/2004, art. 29, comma 4), che mira a garantire l'integrità materiale del bene architettonico e a trasmetterne i suoi valori culturali. Moltissimi interventi di Restauro, comunque, si sovrappongono agli interventi di manutenzione straordinaria: il progetto di restauro, oggi, è richiesto principalmente per edifici vincolati dalla sovrintendenza ai beni architettonici (come descritto sempre nel d.lgs. n. 42/2004).
Con gli interventi di restauro, in più rispetto agli interventi di manutenzione straordinaria, si può variare parzialmente o totalmente la destinazione d'uso dell'edificio con una "con esso compatibile".
Gli interventi di restauro e risanamento conservativo possono necessitare diverse autorizzazioni:
- nel caso in cui le opere di restauro siano assimilabili alle opere di manutenzione straordinaria, è richiesta una Denuncia di inizio attività
- in caso contrario, è necessario il Permesso di costruire

Il progetto di restauro in genere è fatto su un edificio vincolato dalla sovrintendenza e, quindi, necessita la relativa autorizzazione.

## Intervento di ristrutturazione edilizia
Sostanzialmente, stiamo parlando di interventi che non sono né manutenzione ordinaria, né manutenzione straordinaria e neppure restauro conservativo. Sono opere di revisione integrale dell'edificio esistente con variazione di forma, sagoma, volume, superficie e destinazione d'uso. Può variare la consistenza dell'edificio, e, quindi, si può richiedere un nuovo accatastamento delle superfici.
Sono interventi di ristrutturazione edilizia le opere di demolizione e ricostruzione integrale ("con stessa volumetria e sagoma di quello preesistente" - art. 3 d) del testo unico dell'edilizia D.P.R. 380/2001 come modificato dal D.Lgs. 301/2002) o le opere che portano alla realizzazione di un immobile differente dall'originale.
Sebbene le opere qui descritte possano incidere fortemente sul territorio, possono essere autorizzate non solo con l'autorizzazione più complessa da ottenere, il Permesso di costruire, ma anche con una semplice Dichiarazione di Inizio Attività (DIA)_art. 22 co. 3.a D.P.R. n. 380/2001.
In alternativa al PdC, le opere approvate in un Piano particolareggiato o in diretta esecuzione di strumenti urbanistici generali recanti disposizioni plano-volumetriche possono essere autorizzate anche con Denuncia di inizio attività (DIA).
Il Comune e la Regione possono però, sul proprio territorio, personalizzare la richiesta di autorizzazioni.

## Intervento di nuova costruzione
La nuova costruzione consiste in un nuovo immobile. Gli interventi sopra descritti riguardavano gli edifici esistenti. Per esempio, non è nuova costruzione l'ampliamento di un edificio, mentre lo è il posizionamento di una roulotte per l'uso abitativo su un terreno vuoto.
La nuova costruzione riguarda ogni tipo di intervento sul territorio, da una semplice costruzione (p.e. un capannone industriale, una cabina Enel) fino alle opere più grandi (p.e. porti, aeroporti).
Rientrano nella nuova costruzione anche edifici interrati (p.e. box), opere di urbanizzazione primaria e secondaria, installazione di manufatti leggeri quali un prefabbricato, una roulotte, un caravan, una barca se utilizzati a fini abitativi.
Per l'intervento di nuova costruzione è richiesto il Permesso di costruire.
In alternativa, se è stato approvato un Piano Particolareggiato, come per le opere di ristrutturazione edilizia, può essere richiesta la Super DIA.

## Intervento di ristrutturazione urbanistica
Questa voce racchiude le opere che più di tutte incidono sull'edilizia esistente, che lo fanno in modo non puntuale, edificio per edificio, ma in modo generalizzato, tenendo conto delle esigenze della città che cresce o che si riduce. L'intervento di ristrutturazione urbanistica può ridisegnare i lotti di un quartiere, demolendo e ricostruendo edifici; può realizzare nuova viabilità, nuova edificazione, variazione di destinazioni di piano regolatore generale e ogni altra opera finalizzata alla riqualificazione di interi settori di città.
Sono questi interventi particolarmente complessi, che non possono essere richiesti con il Permesso di costruire ma necessitano di strumenti più potenti e complessi, come il Programma integrato di intervento o il Programma di recupero urbano, che a loro volta necessitano che il Comune, la Provincia e la Regione riuniti avallino il progetto, con un Accordo di programma.